# Copa AFF Suzuki de 2018
A AFF Cup 2018, patrocinado pela Suzuki e oficialmente nomeada de Copa AFF Suzuki de 2018, será a 12ª edição do Campeonato da ASEAN, o campeonato de futebol do Sudeste Asiático. Será disputada entre os dias de 8 de novembro e 15 de dezembro de 2018.

## Formato
Em março de 2016, foi relatado que o AFF estava realizando mudanças no formato do torneio devido à incapacidade de atrair grandes multidões para jogos que não envolvessem o país anfitrião. Foi então confirmado pelo AFF que a partir da edição de 2018, um novo formato seria aplicado. As nove equipes mais bem classificadas se qualificariam automaticamente juntamente com o vencedor da disputa da 10º e 11º equipes do ranking, que jogarão duas partidas de ida e volta. As 10 equipes serão divididas em dois grupos de cinco e jogarão no sistema de todos contra todos, com dois jogos, um em casa e outro fora.

## Equipes participantes
| Equipe      |
| ----------- |
| Camboja     |
| Indonésia   |
| Laos        |
| Malásia     |
| Myanmar     |
| Filipinas   |
| Singapura   |
| Tailândia   |
| Vietnã      |
| Timor-Leste |

## Premiação
| Copa AFF Suzuki de 2018   |
| Vietname                  |
| ------------------------- |
| Vietnã Campeã (2º título) |